# Odon de Villars
 (avril 2018).
Pour les articles homonymes, voir Villars.
Odon de Villars (1354-1414), dit aussi Eudes de Villars, fils d'Agnès de Montagu et de Jean de Villars, damoiseau des comtes de Savoie, chevalier de l’ordre du Camail, seigneur du Montellier, de Montribloud, de Saint-Sorlin et du Thor, comte de Genève, Capitaine général du pape Clément VII, recteur du Comtat Venaissin et gouverneur de Nice.

## Biographie
Odon suivit la voie de ses pères et fut damoiseau du comte de Savoie jusqu’en 1381. À ce titre, il participa à ses différentes guerres en Lombardie, contre les Visconti, puis le suivit quand, allié à Louis d’Anjou, il s’en fut à la conquête du royaume de Naples après la mort de la reine Jeanne.

### Ses premiers faits d’armes
En Lombardie, le 22 février 1372, il participa à la victoire du Comte Vert sur Galéas Visconti. Puis, au début de l’été, il rejoignit Othon de Brunswick, assiégé dans Asti, en compagnie de Gaspard de Montmayeur. À la tête de cinq cents lances, les deux capitaines savoyards repoussèrent les troupes de Galéas et Ambrogio Visconti et s’emparèrent de quelques bastions.

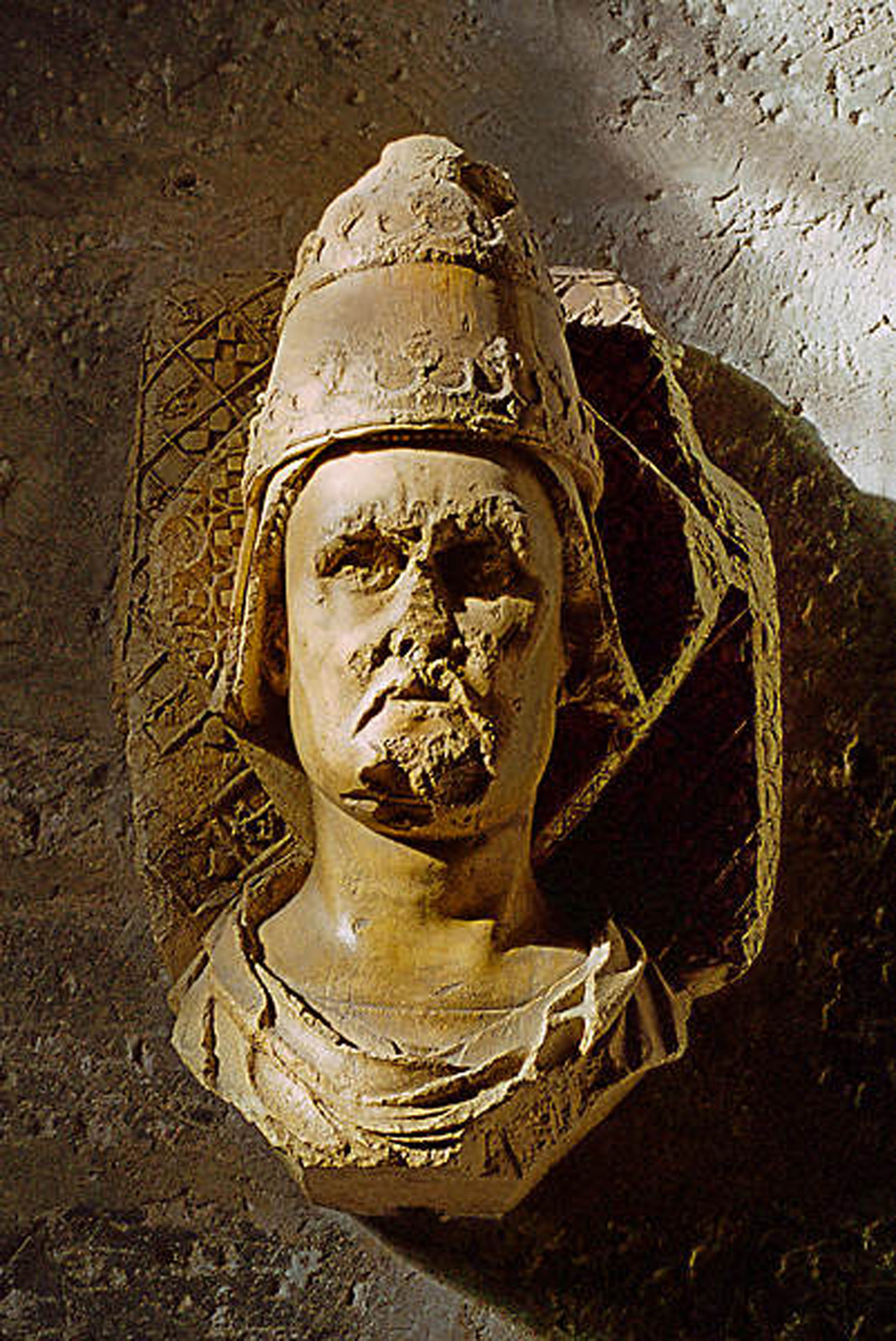
Clément VII, le principal employeur d'Odon de Villars

Au cours du mois de février 1373, Raimond de Turenne, capitaine pontifical, et son oncle  Nicolas Roger de Beaufort, rejoignirent Amédée VII de Savoie à Vimercate avec cinquante lances. Leur arrivée provoqua une rixe avec quelques bandouliers de Villars. Les coupables furent emprisonnés par le Comte Vert. Informé, Grégoire XI ordonna qu’on lui envoyât à Avignon ces prisonniers tous originaires du diocèse de Limoges.
Ses faits d’armes dans le royaume de Naples durent être plus discrets puisque aucune chronique n’en fait état.

### Le Capitaine de Clément VII
Pour le pape d’Avignon, la plus grande qualité d’Odon était d’être le cousin germain de Humbert VII, sire de Thoire et de Villars, époux de sa sœur Marie de Genève. Ce fut pour cette seule et unique raison que Clément VII le choisit pour tenter de lutter contre Raymond de Turenne qu’il avait spolié[réf. nécessaire].
Villars, investi de la confiance papale, tenta au cours de l’automne 1386 de reprendre manu militari au vicomte son fief de Saint-Rémy-de-Provence. Le 2 octobre, avec Georges de Marle, le futur sénéchal de Provence, il prit le commandement des troupes pontificales paré du titre de Capitaine Général. Le siège de Saint-Rémy fut un fiasco[réf. nécessaire]. Et le 2 décembre, il reçut 1714 florins de la Réverende Chambre Apostolique pour solder ses troupes.

### Le mariage d’Odon de Villars et d’Alix des Baux
Au cours du mois de juillet 1380, Guillaume III Roger de Beaufort[réf. nécessaire] se mit en tête d’unir sa petite-fille Alix des Baux à un membre de la famille du pape. Sous prétexte de présenter sa pupille à la Cour pontificale, il l’amena à Avignon et la conduisit directement en l’hôtel de sa cousine Marie, princesse d’Orange[réf. nécessaire]. Là, il lui fit épouser Odon.

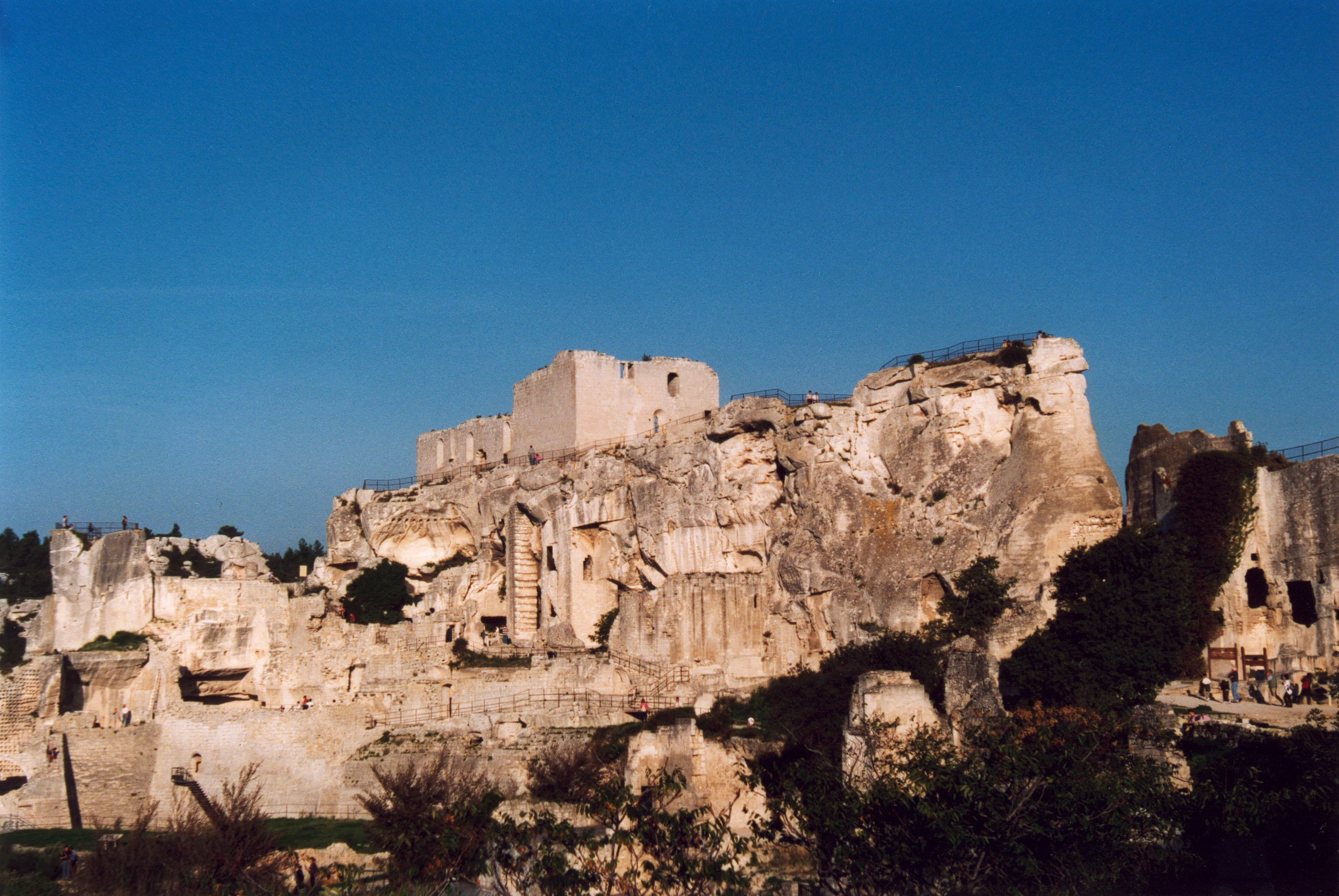
La forteresse des Baux dont la possession déclencha une guerre privée entre Raymond de Turenne et Odon de Villars

Avec une telle initiative, le vicomte de Turenne se préparait des lendemains qui chantent. Son fils, Raymond, dont Villars était devenu le meilleur ennemi ne décoléra pas. Il était persuadé que sa nièce Alix, sous la coupe de cet époux, allait réclamer la jouissance de tous ses fiefs baussencs, passés sous la coupe des Roger de Beaufort.

### L’appel aux réformateurs royaux du Languedoc
Il ne se trompait pas. En décembre 1389, Alix et Odon portèrent plainte contre les Roger de Beaufort auprès des réformateurs royaux. Ceux-ci arrêtèrent que les deux plaignants étaient dans leurs droits et que le vicomte de Turenne devait rendre les Baux à sa petite-fille et à son époux[réf. nécessaire].
Les procureurs du vicomte, cherchant à temporiser, proposèrent en compensation des Baux, les seigneuries de Puyricard, Éguilles et Séderon. Cette proposition fut prise en considération[réf. nécessaire].
Mais les erreurs qui entachaient les jugements des réformateurs du Languedoc étaient telles que le vicomte de Turenne obtient de la justice royale de faire appel de ce jugement bien qu’il ait été ratifié par le Parlement de Paris. L’affaire étant en suspens, les Roger de Beaufort continuèrent à occuper la forteresse des Baux.

### Le recteur du Comtat Venaissin
En mai 1390, Clément VII vint à la rescousse d’Odon en le nommant recteur du Comtat. Il succédait à Henri de Sévery, évêque de Rodez. Accompagné de son épouse Alix, le 20 mai, il fit son entrée triomphale dans Carpentras[réf. nécessaire].
La joie du couple fut à peine ternie par un deuil. Celui de François des Baux, l’oncle d’Alix qui venait de mourir en lui léguant tous ses fiefs du val d’Aubagne. Marie de Blois, comtesse de Provence, décida qu’ils devraient rester entre les mains de sa veuve Philippa de Vintimille.
Le nouveau Recteur écuma de rage. Clément VII et son frère durent le calmer pour qu’il acceptât seulement d’intenter un procès afin récupérer les fiefs hérités par Alix des Baux[réf. nécessaire].

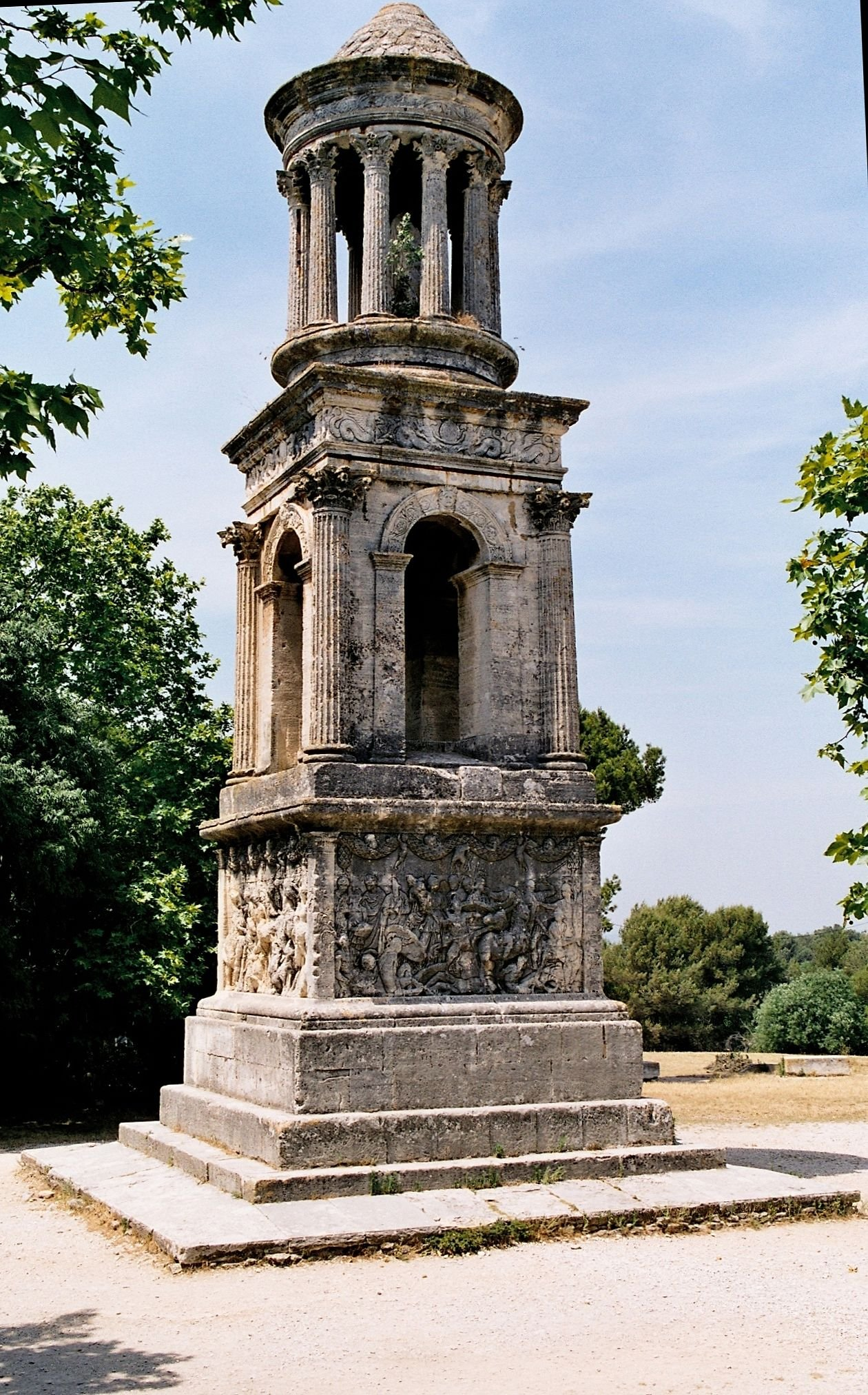
Le mausolée de Saint-Rémy-de-Provence qui fait face au prieuré de Saint-Pierre-de-Mausole

Du coup Odon passa ses nerfs sur autre chose. Il incita son épouse à revenir à la charge contre son grand-père. Alix lui fit savoir qu’elle lui contestait le droit de s’arroger le château des Baux, ses forts de Mont-Paon et de Saint-Martin-de-Castillon (aujourd’hui le Paradou) ainsi que le castellas d’Éguilles dont il s’était emparé injustement. Face à cette demande, Guillaume III Roger de Beaufort préféra se réconcilier avec son fils aîné et demanda à Raymond de traiter avec sa nièce. Le jeune et bouillant vicomte de Turenne arrêta pour un temps ses guerres contre le pape et transigea avec Alix.

### La paix de Saint-Rémy imposée par le roi de France
Le 5 mai 1392, un traité de paix perpétuelle fut signé à Saint-Rémy entre Raymond de Turenne, Clément VII, représenté par le recteur du Comtat, Louis II de Poitiers-Valentinois et Jean de Poitiers, évêque de Valence et de Die[réf. nécessaire].
Raymond de Turenne demanda et obtint que Villars fût intégré dans ce traité. Il se vit aussi accorder un sauf-conduit royal d’un an pour mener à bien la poursuite de ses procès aux Parlements. Quant à Clément VII, il dut promettre de ne plus combattre Guillaume et son fils Raymond.
Ce dernier devait de plus recevoir de la Révérende Chambre Apostolique une rançon de 20 000 florins. En attendant son versement, le recteur, au nom du pape, promit que son oncle Raymond aurait la jouissance des revenus de l’abbaye de Montmajour à Pertuis et à Pélissanne, et ceux  du prieuré de Saint-Pierre de Saint-Rémy, dépendant du chapitre de Notre-Dame des Doms à Avignon.

### La provocation pontificale
Fort de ce traité de paix, au début septembre 1392, Turenne obtient du pape et de Villars un sauf-conduit pour traverser le Comtat Venaissin accompagné de cent lances. Mais le conflit était loin d’être éteint. Le parti pontifical en attisa lui-même le feu en rompant la trêve au bout de quatre mois par une provocation du recteur, autant dire avec la bénédiction papale.
Aidé de Foulques de Pontevès, seigneur de Buoux et de Lauris, et d’Elzéar, seigneur d’Oraison et de Cadenet, Villars attaqua Montpaon et Castillon, que le traité de Saint-Rémy plaçait sous la sauvegarde de Marie de Blois, comtesse de Provence. Ils firent en une journée cent vingt prisonniers à Saint-Rémy et aux Baux et se retranchent dans leurs forts de Lauris et Cadenet[réf. nécessaire].
Face à cette provocation, Turenne déposa immédiatement des lettres de marques auprès des conservateurs de la trêve. Il envoya son fidèle  Paul Triboulet à Angers auprès de Marie de Blois et considéra avoir l’accord tacite de la Régente et de ses officiers pour entrer en Provence et contre-attaquer[réf. nécessaire].
Après son entrevue angevine, en janvier 1393, Paul Triboulet revint informer Raymond des réactions de la Régente. Marie de Blois s’est dite moult courroucée et avait blâmé Pontevès, Oraison et Villars. Sa rancœur et son exaspération s’étendaient aussi à Clément VII qu’elle accusait d’avoir fomenté cette guerre. Pourtant la comtesse différait ses décisions à son retour en Provence prévu vers Pâques. Du coup Raymond repassa à l’attaque tout en demandant à ses hommes de ne jamais s’en prendre au domaine comtal[réf. nécessaire].

### Une solution négociée

Les armes de la maison des Baux qui marquait toutes les terres baussenques

La violence de la réaction du vicomte inquiéta. Le 14 janvier 1393, aux Baux, Raymond reçut une ambassade arlésienne l’informant que leur Conseil de Ville était prêt à l’aider à reprendre les seigneuries saisies par Odon, à réduire Cadenet et Lauris, et à lui financer, à la hauteur de 25 000 florins, la vide de ses compagnies.
De leurs côtés, les ducs de Berry et de Bourgogne s’engageaient avant le terme de la Toussaint 1393 à convaincre Villars de céder définitivement ses droits sur les Baux, Montpaon, Castillon, Éguilles, Puyricard et Mollégès à Raymond pour la somme de 20 000 florins[réf. nécessaire].
Ce fut dans ce cadre que le 25 juin 1393, Charles VI et son Conseil dépêchèrent deux ambassadeurs auprès de Turenne et de Clément VII. Ils furent chargés de confirmer au vicomte les termes et les procédures préalables à l’accord avec Villars. Ce dernier devait être convoqué en France devant le Conseil du roi tandis que Raymond était invité à dépêcher un plénipotentiaire muni des pièces de son procès[réf. nécessaire]. Ce qui ne se fit pas et pour cause.

### Gouverneur de Nice et comte de Genève
Villars jugea qu’il était temps pour lui de quitter Avignon et le Comtat. Il repassa au service d’Amédée VIII de Savoie, et fut nommé responsable du gouvernement de Nice de 1396 à 1399. Odon réussit à s’opposer violemment puis à se brouiller avec les Grimaldi ce qui lui valut sa disgrâce.
Clément VII hérite après la mort de son frère Pierre, en 1392, du comté de Genève. Son neveu, Humbert de Villars, hérite du titre, avant qu'il ne passe à Odon de Villars le 23 septembre 1400. Cette succession n'est pas acceptée puisque Odon de Villars n'a aucun lien de famille avec les Genève. Les tantes d'Humbert de Villars, qui s'étaient déjà opposées à lui, s'entendent le 22 juillet 1400 pour nommer Blanche comtesse de Genève.
Ancien tuteur d'Amédée VIII de Savoie, il s'engage à Chambéry, le 23 septembre 1400, à en faire son héritier au cas où il meurt sans enfant. Finalement, à Paris, à l'hôtel de Nesle, il lègue le 5 août 1401, pour 45 000 francs d'or l'ensemble des droits au comte Amédée VIII,,. Le futur antipape Félix V lui confie, à nouveau, la charge de gouverneur de Nice de 1405 à 1411.

### La récupération des fiefs baussencs

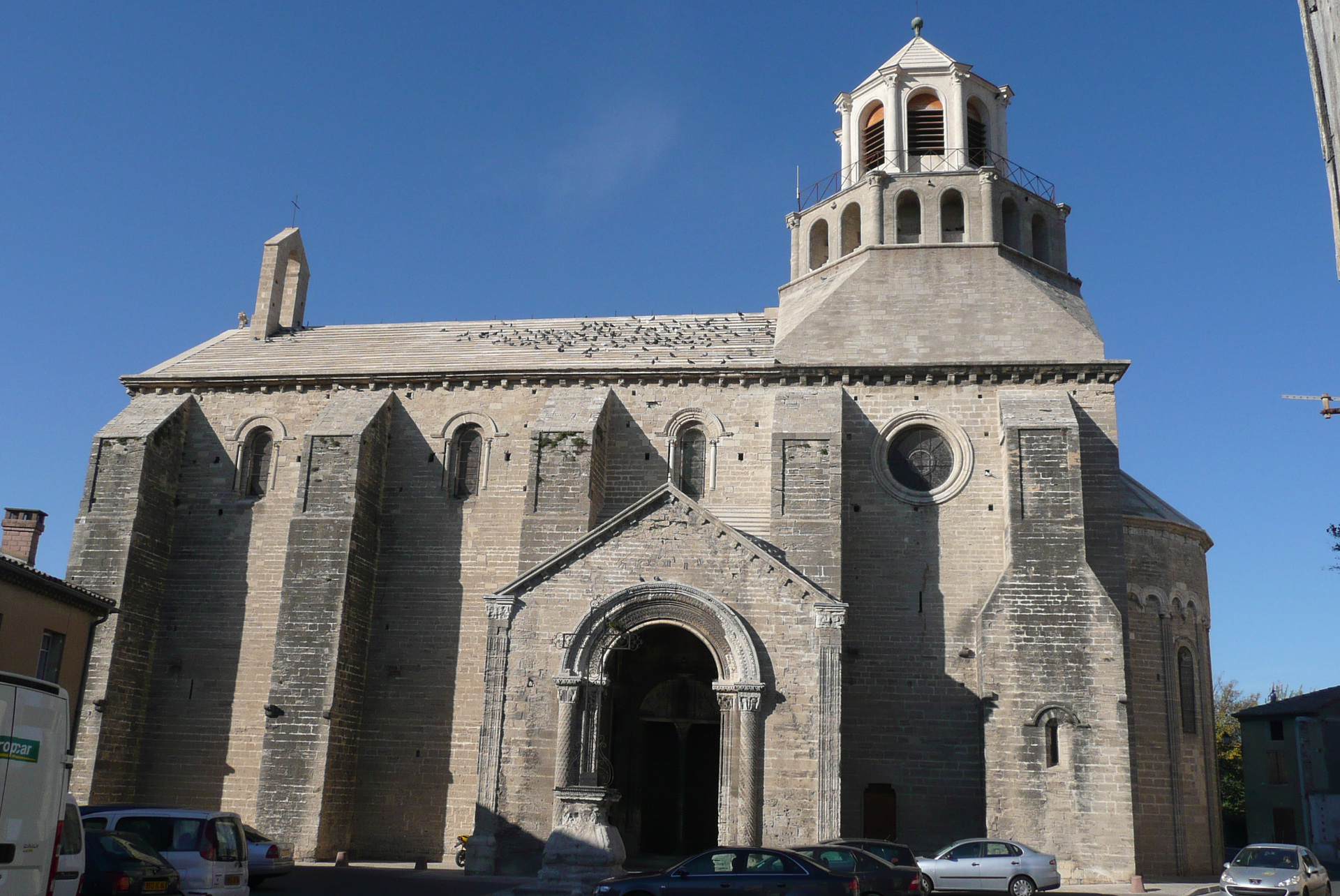
Notre-Dame du Lac, l'église du Thor

Villars revint de Nice le 8 octobre 1399. Devant Louis II d'Anjou et au nom d’Alix, il rendit hommage des fiefs des Baux, Montpaon, Saint-Martin-de-Castillon, Mouriès, Éguilles et Séderon que son épouse possédait en Provence et dans les terres adjacentes[réf. nécessaire].
Ces fiefs ne restèrent que peu de temps à Alix. Le 4 avril 1402, à Brantes, au pied du Ventoux, Villars en fit donation à son neveu Philippe de Lévis[réf. nécessaire]. En contrepartie celui-ci devait lui servir de caution vis-à-vis de Raymond de Turenne dans l’observation d’un accord passé entre le vicomte, lui et son épouse. En cas de non-respect de la part d’Alix et d’Odon, ces derniers devraient payer  50 000 florins à Raymond de Turenne[réf. nécessaire].
S’étant départi de nombre de fiefs baussencs, en compensation, Villars acquit en 1404, la seigneurie du Thor où il ne laissa pas le meilleur souvenir.

### Odon de Villars porte plainte devant le Parlement

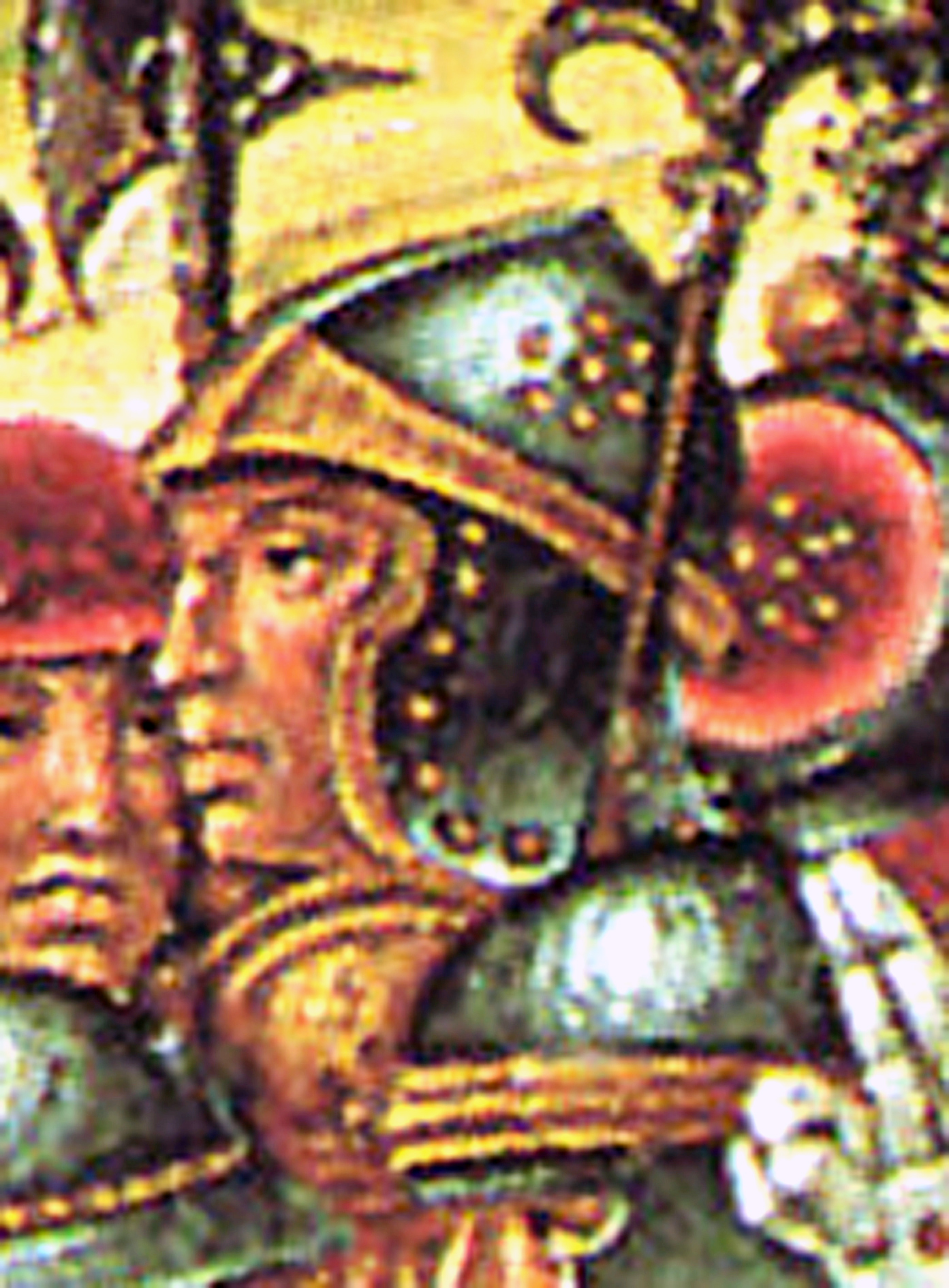
Raymond de Turenne
par Girolamo di Benvenuto
fresque de l’Ospedale Santa-Maria della Scala à Sienne

En août 1406, Villars reprit ses procédures en traînant le vicomte de Turenne devant le Parlement criminel pour faux en écriture concernant la tutelle d’Alix des Baux. Raymond fut cité à comparaître avec Paul Triboulet, Aymar de Nagelle, Gaviot et Jehan Salemon. Ce procès allait courir pendant deux ans[réf. nécessaire].

### Le vicomte  de Turenne dénonce Odon de Villars au pape
Raymond se réfugia, près d’Angers, dans son comté de Beaufort-en-Vallée. Lui, qui jusqu’alors ne nous avait pas habitué à la chose fut-il pris de scrupules religieux ? Toujours est-il que le 8 février 1408, à Gênes, Boucicaut reçut une lettre de son beau-père lui demandant d’intervenir auprès de Benoît XIII, qui séjournait alors à Porto-Venere. Le vicomte de Turenne désirait faire lever une excommunication qui lui pesait[réf. nécessaire].
Sûr que l’on n’est jamais aussi bien servi que par soi-même, il joignit à son courrier le projet de bulle à soumettre au pontife. Dans les attendus, il expliquait en particulier les conséquences funestes qu’eurent sur le cours des évènements les épousailles d’Alix et d’Odon. Mais toujours aussi fier, il fit savoir à son gendre, qu’en tout état de causes, il se refusait à plier genoux devant ce pape dont il implorait la clémence.

### Benoît XIII annule le mariage d’Odon et d’Alix
Cette même année, Benoît XIII fut à nouveau sollicité par Alix des Baux pour rompre son mariage avec Odon. Le pontife obtempéra. Si l’on reste curieux d’en connaître les raisons, on en connaît les conséquences puisque Alix se remaria en secondes noces avec Conrad de Fribourg, comte de Neuchâtel.
Quant à Villars, il réapparut dans le Comtat, au cours du mois d’avril 1411, pour guerroyer contre les partisans savoyards de l’antipape. Il fit deux prisonniers à Caromb[réf. nécessaire]. On sait qu’il décéda en 1414.